# 4467 Kaidanovskij
4467 Kaidanovskij (1975 VN2) là một tiểu hành tinh vành đai chính được phát hiện ngày 2 tháng 11 năm 1975 bởi T. M. Smirnova ở Nauchnyj.